# 6e étape du Tour de France 2024
Pour un article plus général, voir Tour de France 2024.
La 6e étape du Tour de France 2024 se déroule le jeudi 4 juillet 2024 entre Mâcon en Saône-et-Loire et Dijon en Côte-d'Or, sur une distance de 163,5 kilomètres.

## Parcours
Cette étape de plaine s'oriente vers le nord et relie le Beaujolais à la Bourgogne. Ne comportant qu'une côte de 4e catégorie en début du parcours, elle devrait se terminer par un sprint à Dijon.

## Déroulement de la course
Les deux premiers et seuls attaquants du jour sont Jonas Abrahamsen et Axel Zingle (Cofidis). Ils sont repris peu de temps avant le sprint intermédiaire remporté par Jasper Philipsen.
À 92 kilomètres de l’arrivée, plusieurs équipes tentent un coup de bordure alors que le vent souffle à près de 20 km/h. Moins d’une dizaine de kilomètres plus tard, un groupe de coureurs est lâché et forme un deuxième peloton alors que Mark Cavendish, vainqueur la veille, est distancé à cause d’un problème mécanique. Plusieurs favoris sont piégés, on peut citer Richard Carapaz, les frères Yates ou encore Juan Ayuso pour le général et Jasper Philipsen et Mads Pedersen pour l’étape. Malgré ce gros coup de force de la formation Visma-Lease a Bike et de l’équipe Red Bull-Bora-Hansgrohe, les deux pelotons se rassemblent à 70 km de l’arrivée. Cavendish et Alexey Lutsenko regagnent le peloton 5 kilomètres plus tard après s’être abrité derrière la voiture de leur Directeur sportif, ils écoperont d’une sanction à la fin de l’étape. Plusieurs fois dans les 50 derniers kilomètres, la formation Red Bull-Bora-Hansgrohe a tenté de refaire des coups de bordure car le vent n’a pas faibli dans cette fin d’étape, sans succès.
Une petite chute survient à 7 kilomètres de l’arrivée et le sprinteur Marijn van den Berg, 10e la veille, est pris dedans et ne peut pas participer au sprint de Dijon. C’est finalement Dylan Groenewegen qui s’impose de peu devant le Belge Jasper Philipsen qui échoue une nouvelle fois à la deuxième place avant d'être déclassé pour avoir gêné Wout van Aert,.

## Résultats
Cette section présente les résultats et prix obtenus au cours de l'étape.

### Classement de l'étape
| Classement de la 6e étape | Classement de la 6e étape | Classement de la 6e étape | Classement de la 6e étape | Classement de la 6e étape |
|                           | Coureur                   | Pays                      | Équipe                    | Temps                     |
| ------------------------- | ------------------------- | ------------------------- | ------------------------- | ------------------------- |
| 1er                       | Dylan Groenewegen         | Pays-Bas                  | Team Jayco AlUla          | en 3 h 31 min 55 s        |
| 2e                        | Biniam Girmay             | Érythrée                  | Intermarché-Wanty         | + 0 s                     |
| 3e                        | Fernando Gaviria          | Colombie                  | Movistar Team             | + 0 s                     |
| 4e                        | Phil Bauhaus              | Allemagne                 | Bahrain Victorious        | + 0 s                     |
| 5e                        | Arnaud De Lie             | Belgique                  | Lotto Dstny               | + 0 s                     |
| 6e                        | Wout van Aert             | Belgique                  | Team Visma-Lease a Bike   | + 0 s                     |
| 7e                        | Arnaud Démare             | France                    | Arkéa-B&B Hotels          | + 0 s                     |
| 8e                        | Alexander Kristoff        | Norvège                   | Uno-X Mobility            | + 0 s                     |
| 9e                        | Pascal Ackermann          | Allemagne                 | Israel-Premier Tech       | + 0 s                     |
| 10e                       | Piet Allegaert            | Belgique                  | Cofidis                   | + 0 s                     |
| modifier                  |                           |                           |                           |                           |

### Bonifications en temps
|   | Coureur           | Pays     | Équipe            | Secondes |
| - | ----------------- | -------- | ----------------- | -------- |
| 1 | Dylan Groenewegen | Pays-Bas | Team Jayco AlUla  | 10 s     |
| 2 | Biniam Girmay     | Érythrée | Intermarché-Wanty | 6 s      |
| 3 | Fernando Gaviria  | Colombie | Movistar Team     | 4 s      |

### Points attribués
| Sprint intermédiaire Cormatin (km 31,1) | Sprint intermédiaire Cormatin (km 31,1) | Sprint intermédiaire Cormatin (km 31,1) | Sprint intermédiaire Cormatin (km 31,1) | Sprint intermédiaire Cormatin (km 31,1) |
| --------------------------------------- | --------------------------------------- | --------------------------------------- | --------------------------------------- | --------------------------------------- |
|                                         | Coureur                                 | Pays                                    | Équipe                                  | Point(s)                                |
| 1er                                     | Jasper Philipsen                        | Belgique                                | Alpecin-Deceuninck                      | 20                                      |
| 2e                                      | Biniam Girmay                           | Érythrée                                | Intermarché-Wanty                       | 17                                      |
| 3e                                      | Mads Pedersen                           | Norvège                                 | Lidl-Trek                               | 15                                      |
| 4e                                      | Arnaud Démare                           | France                                  | Arkéa-B&B Hotels                        | 13                                      |
| 5e                                      | Bryan Coquard                           | France                                  | Cofidis                                 | 11                                      |
| 6e                                      | Arnaud De Lie                           | Belgique                                | Lotto Dstny                             | 10                                      |
| 7e                                      | Sam Bennett                             | Irlande                                 | Decathlon-AG2R La Mondiale              | 9                                       |
| 8e                                      | Mike Teunissen                          | Pays-Bas                                | Intermarché-Wanty                       | 8                                       |
| 9e                                      | Laurenz Rex                             | Belgique                                | Intermarché-Wanty                       | 7                                       |
| 10e                                     | Dorian Godon                            | France                                  | Decathlon-AG2R La Mondiale              | 6                                       |
| 11e                                     | Danny van Poppel                        | Pays-Bas                                | Red Bull-Bora-Hansgrohe                 | 5                                       |
| 12e                                     | Jai Hindley                             | Australie                               | Red Bull-Bora-Hansgrohe                 | 4                                       |
| 13e                                     | Oliver Naesen                           | Belgique                                | Decathlon-AG2R La Mondiale              | 3                                       |
| 14e                                     | Primož Roglič                           | Slovénie                                | Red Bull-Bora-Hansgrohe                 | 2                                       |
| 15e                                     | Oscar Onley                             | Royaume-Uni                             | Team dsm-firmenich PostNL               | 1                                       |
| modifier                                |                                         |                                         |                                         |                                         |

| Arrivée d'étape Dijon (km 163,5) | Arrivée d'étape Dijon (km 163,5) | Arrivée d'étape Dijon (km 163,5) | Arrivée d'étape Dijon (km 163,5) | Arrivée d'étape Dijon (km 163,5) |
| -------------------------------- | -------------------------------- | -------------------------------- | -------------------------------- | -------------------------------- |
|                                  | Coureur                          | Pays                             | Équipe                           | Point(s)                         |
| 1er                              | Dylan Groenewegen                | Pays-Bas                         | Team Jayco AlUla                 | 50                               |
| 2e                               | Biniam Girmay                    | Érythrée                         | Intermarché-Wanty                | 30                               |
| 3e                               | Fernando Gaviria                 | Colombie                         | Movistar Team                    | 25                               |
| 4e                               | Phil Bauhaus                     | Allemagne                        | Bahrain Victorious               | 20                               |
| 5e                               | Arnaud De Lie                    | Belgique                         | Lotto Dstny                      | 18                               |
| 6e                               | Wout van Aert                    | Belgique                         | Team Visma-Lease a Bike          | 16                               |
| 7e                               | Arnaud Démare                    | France                           | Arkéa-B&B Hotels                 | 14                               |
| 8e                               | Alexander Kristoff               | Norvège                          | Uno-X Mobility                   | 12                               |
| 9e                               | Pascal Ackermann                 | Allemagne                        | Israel-Premier Tech              | 10                               |
| 10e                              | Piet Allegaert                   | Belgique                         | Cofidis                          | 8                                |
| 11e                              | Bryan Coquard                    | France                           | Cofidis                          | 6                                |
| 12e                              | Sandy Dujardin                   | France                           | TotalEnergies                    | 5                                |
| 13e                              | Gerben Thijssen                  | Belgique                         | Intermarché-Wanty                | 4                                |
| 14e                              | Cees Bol                         | Pays-Bas                         | Astana Qazaqstan Team            | 3                                |
| 15e                              | Mads Pedersen                    | Danemark                         | Lidl-Trek                        | 2                                |
| modifier                         |                                  |                                  |                                  |                                  |

| \| Coureur \| Pays \| Équipe \| Points \| \| ------------------- \| ----------- \| --------------------- \| ----------- \| \| Jasper Philipsen[3] \| Belgique \| Alpecin-Deceuninck \| - 13 points \| \| Mark Cavendish \| Royaume-Uni \| Astana Qazaqstan Team \| - 10 points \| \| Alexey Lutsenko \| Kazakhstan \| Astana Qazaqstan Team \| - 10 points \| |             |                       |             |
| Coureur | Pays        | Équipe                | Points      |
| Jasper Philipsen | Belgique    | Alpecin-Deceuninck    | - 13 points |
| Mark Cavendish | Royaume-Uni | Astana Qazaqstan Team | - 10 points |
| Alexey Lutsenko | Kazakhstan  | Astana Qazaqstan Team | - 10 points |

### Cols et côtes
| \| Col du Bois Clair (km 10) 4e catégorie (1,6 km à 6,0 %) \| Col du Bois Clair (km 10) 4e catégorie (1,6 km à 6,0 %) \| Col du Bois Clair (km 10) 4e catégorie (1,6 km à 6,0 %) \| Col du Bois Clair (km 10) 4e catégorie (1,6 km à 6,0 %) \| Col du Bois Clair (km 10) 4e catégorie (1,6 km à 6,0 %) \| \| ------------------------------------------------------- \| ------------------------------------------------------- \| ------------------------------------------------------- \| ------------------------------------------------------- \| ------------------------------------------------------- \| \| \| Coureur \| Pays \| Équipe \| Point(s) \| \| 1er \| Jonas Abrahamsen \| Norvège \| Uno-X Mobility \| 1 \| \| modifier \| \| \| \| \| |                  |         |                |          |
| Col du Bois Clair (km 10) 4e catégorie (1,6 km à 6,0 %) |                  |         |                |          |
| | Coureur          | Pays    | Équipe         | Point(s) |
| 1er | Jonas Abrahamsen | Norvège | Uno-X Mobility | 1        |
| modifier |                  |         |                |          |

### Prix de la combativité
- Mads Pedersen (Lidl-Trek)

## Classements à l'issue de l'étape
Cette section présente le classement général et les différents classements annexes à l'issue de l'étape.

### Classement général
| Classement général | Classement général | Classement général | Classement général      | Classement général  |
|                    | Coureur            | Pays               | Équipe                  | Temps               |
| ------------------ | ------------------ | ------------------ | ----------------------- | ------------------- |
| 1er                | Tadej Pogačar      | Slovénie           | UAE Team Emirates       | en 26 h 47 min 19 s |
| 2e                 | Remco Evenepoel    | Belgique           | Soudal Quick-Step       | + 45 s              |
| 3e                 | Jonas Vingegaard   | Danemark           | Team Visma-Lease a Bike | + 50 s              |
| 4e                 | Juan Ayuso         | Espagne            | UAE Team Emirates       | + 1 min 10 s        |
| 5e                 | Primož Roglič      | Slovénie           | Red Bull-Bora-Hansgrohe | + 1 min 14 s        |
| 6e                 | Carlos Rodríguez   | Espagne            | Ineos Grenadiers        | + 1 min 16 s        |
| 7e                 | Mikel Landa        | Espagne            | Soudal Quick-Step       | + 1 min 32 s        |
| 8e                 | João Almeida       | Portugal           | UAE Team Emirates       | + 1 min 32 s        |
| 9e                 | Giulio Ciccone     | Italie             | Lidl-Trek               | + 3 min 20 s        |
| 10e                | Egan Bernal        | Colombie           | Ineos Grenadiers        | + 3 min 21 s        |
| modifier           |                    |                    |                         |                     |

| Classement par points | Classement par points | Classement par points | Classement par points | Classement par points |
| --------------------- | --------------------- | --------------------- | --------------------- | --------------------- |
|                       | Coureur               | Pays                  | Équipe                | Point(s)              |
| 1er                   | Biniam Girmay         | Érythrée              | Intermarché-Wanty     | 149 points            |
| 2e                    | Mads Pedersen         | Danemark              | Lidl-Trek             | 111 pts               |
| 3e                    | Jonas Abrahamsen      | Norvège               | Uno-X Mobility        | 87 pts                |
| 4e                    | Jasper Philipsen      | Belgique              | Alpecin-Deceuninck    | 85 pts                |
| 5e                    | Bryan Coquard         | France                | Cofidis               | 75 pts                |
| 6e                    | Fernando Gaviria      | Colombie              | Movistar Team         | 73 pts                |
| 7e                    | Dylan Groenewegen     | Pays-Bas              | Team Jayco AlUla      | 71 pts                |
| 8e                    | Arnaud De Lie         | Belgique              | Lotto Dstny           | 64 pts                |
| 9e                    | Arnaud Démare         | France                | Arkéa-B&B Hotels      | 63 pts                |
| 10e                   | Kévin Vauquelin       | France                | Arkéa-B&B Hotels      | 60 pts                |
| modifier              |                       |                       |                       |                       |

| Classement du meilleur grimpeur | Classement du meilleur grimpeur | Classement du meilleur grimpeur | Classement du meilleur grimpeur | Classement du meilleur grimpeur |
| ------------------------------- | ------------------------------- | ------------------------------- | ------------------------------- | ------------------------------- |
|                                 | Coureur                         | Pays                            | Équipe                          | Point(s)                        |
| 1er                             | Jonas Abrahamsen                | Norvège                         | Uno-X Mobility                  | 26 points                       |
| 2e                              | Tadej Pogačar                   | Slovénie                        | UAE Team Emirates               | 20 pts                          |
| 3e                              | Valentin Madouas                | France                          | Groupama-FDJ                    | 16 pts                          |
| 4e                              | Jonas Vingegaard                | Danemark                        | Team Visma-Lease a Bike         | 15 pts                          |
| 5e                              | Remco Evenepoel                 | Belgique                        | Soudal Quick-Step               | 12 pts                          |
| 6e                              | Stephen Williams                | Royaume-Uni                     | Israel-Premier Tech             | 10 pts                          |
| 7e                              | Carlos Rodríguez                | Espagne                         | Ineos Grenadiers                | 10 pts                          |
| 8e                              | Frank van den Broek             | Pays-Bas                        | Team dsm-firmenich PostNL       | 9 pts                           |
| 9e                              | Ion Izagirre                    | Espagne                         | Cofidis                         | 8 pts                           |
| 10e                             | Juan Ayuso                      | Espagne                         | UAE Team Emirates               | 8 pts                           |
| modifier                        |                                 |                                 |                                 |                                 |

| Classement général du meilleur jeune | Classement général du meilleur jeune | Classement général du meilleur jeune | Classement général du meilleur jeune | Classement général du meilleur jeune |
|                                      | Coureur                              | Pays                                 | Équipe                               | Temps                                |
| ------------------------------------ | ------------------------------------ | ------------------------------------ | ------------------------------------ | ------------------------------------ |
| 1er                                  | Remco Evenepoel                      | Belgique                             | Soudal Quick-Step                    | en 26 h 48 min 4 s                   |
| 2e                                   | Juan Ayuso                           | Espagne                              | UAE Team Emirates                    | + 25 s                               |
| 3e                                   | Carlos Rodríguez                     | Espagne                              | Ineos Grenadiers                     | + 31 s                               |
| 4e                                   | Matteo Jorgenson                     | États-Unis                           | Team Visma-Lease a Bike              | + 2 min 36 s                         |
| 5e                                   | Santiago Buitrago                    | Colombie                             | Bahrain Victorious                   | + 3 min 25 s                         |
| 6e                                   | Ilan Van Wilder                      | Belgique                             | Soudal Quick-Step                    | + 4 min 56 s                         |
| 7e                                   | Ben Healy                            | Irlande                              | EF Education-EasyPost                | + 7 min 27 s                         |
| 8e                                   | Javier Romo                          | Espagne                              | Movistar Team                        | + 9 min 4 s                          |
| 9e                                   | Tom Pidcock                          | Royaume-Uni                          | Ineos Grenadiers                     | + 13 min 36 s                        |
| 10e                                  | Oscar Onley                          | Royaume-Uni                          | Team dsm-firmenich PostNL            | + 15 min 59 s                        |
| modifier                             |                                      |                                      |                                      |                                      |

| Classement par équipes | Classement par équipes    | Classement par équipes | Classement par équipes |
|                        | Équipe                    | Pays                   | Temps                  |
| ---------------------- | ------------------------- | ---------------------- | ---------------------- |
| 1re                    | UAE Team Emirates         | Émirats arabes unis    | en 80 h 25 min 1 s     |
| 2e                     | Ineos Grenadiers          | Royaume-Uni            | + 4 min 54 s           |
| 3e                     | Soudal Quick-Step         | Belgique               | + 5 min 2 s            |
| 4e                     | Red Bull-Bora-Hansgrohe   | Allemagne              | + 6 min 34 s           |
| 5e                     | Bahrain Victorious        | Bahreïn                | + 11 min 27 s          |
| 6e                     | Movistar Team             | Espagne                | + 13 min 24 s          |
| 7e                     | Team Visma-Lease a Bike   | Pays-Bas               | + 17 min 39 s          |
| 8e                     | EF Education-EasyPost     | États-Unis             | + 24 min 6 s           |
| 9e                     | Lidl-Trek                 | États-Unis             | + 28 min 41 s          |
| 10e                    | Team dsm-firmenich PostNL | Pays-Bas               | + 34 min 33 s          |
| modifier               |                           |                        |                        |

## Abandons
Aucun coureur n'a abandonné.